# Comuna Drăcineț, Cozmeni
Drăcineț (în ucraineană Драчинці, transliterat: Draciînți) este o comună în raionul Cozmeni, regiunea Cernăuți, Ucraina, formată din satele Drăcineț (reședința) și Drăcineții Noi.

## Demografie
Componența lingvistică a comunei Drăcineț
     Ucraineană (99,73%)
     Alte limbi (0,2%)
Conform recensământului din 2001, majoritatea populației comunei Drăcineț era vorbitoare de ucraineană (99,73%), existând în minoritate și vorbitori de alte limbi.